# Aeroklub Stalowowolski
Aeroklub Stalowowolski – regionalny oddział Aeroklubu Polskiego utworzony w styczniu 1957 roku. Jego siedzibą jest lotnisko sportowe w Turbi koło Stalowej Woli.
Obecnie lotnisko wykorzystywane jest do lotów szkoleniowych, sportowych i treningowych. Aeroklub Stalowowolski na lotnisku prowadzi dla amatorów sportów lotniczych szkolenia: motolotnicze, szybowcowe, spadochronowe, modelarskie. Na lotnisku w Turbi organizowane są corocznie międzynarodowe imprezy lotnicze m.in.: Międzynarodowe Zawody Balonowe "Balonowe Babie Lato", "Modelarski Puchar Świata", "Modelarskie Mistrzostwa Aeroklubu Stalowowolskiego", "Stalowowolski Zlot Amatorskich Konstrukcji Latających".

## Historia
Początkiem wiosny 1939 roku Aeroklub Rzeczypospolitej Polskiej obiecał miejscowemu Komitetowi Organizacyjnemu pomoc w utworzeniu Aeroklubu oraz przydział dwóch samolotów RWD-8. Wojna przeszkodziła w realizacji tych zamierzeń.
Po wojnie podjęto kolejną próbę utworzenia Aeroklubu. Ówczesne władze lotnictwa sportowego nie wyraziły zgody, tłumacząc to brakiem zaplecza i ludzi o odpowiednich kwalifikacjach. W 1947 w środowisku harcerskim zrodziła się następna inicjatywa – utworzenia Ośrodka Lotniczego przy ówczesnym Powiatowym Oddziale Ligi Lotniczej w Nisku.
Pierwsze organizacyjne zebranie Aeroklubu Robotniczego w Stalowej Woli odbyło się 18 stycznia 1957 roku. Członkami-założycielami byli: Władysław Kółeczko, Zdzisław Sikorski, Aleksander Podraza, Zbigniew Flasza, Roman Wolański, Bolesław Tyc, Stanisław Brzeziński, Ryszard Kiszka, Edmund Liwoch, Stanisław Grochala, Tadeusz Ramus, Jan Oszczędłowski, Jan Hudnej, Władysław Bobek, Zygmunt Czachor, Ludwik Tabaczyński, Jan Prokop, Michał Butryn, Adam Ziobro, Marek Mazurek. Pierwszym prezesem został Zdzisław Sikorski.
Powołano sekcje: modelarską, spadochronową, szybowcową i samolotową. 22 września 1957 oddano do użytku hangar na lotnisku w Turbi. Rozpoczęto szkolenia szybowcowe.
Pierwsze srebrne odznaki szybowcowe zdobyli: Alfred Bakalan, Stanisław Kluk, Lesław Jarosz, Zbigniew Flasza. W roku następnym rozpoczyna się na samolotach CSS-13 szkolenie samolotowe, pierwsi szkoleni to: Władysław Kółeczko, Aleksander Podraza, Lesław Jarosz. Huta Stalowa Wola kupuje dla ASW szybowiec Bocian. W tym pionierskim okresie kierownikiem ASW był kpt. pil. Witold Kowalewski, instruktorami: Zbigniew Kędziorek, Roman Dryja, Edmund Liwoch, mechanikami: Henryk Sawicki, Wacław Strózik, Piotr Skowronek. W niedługim czasie dołączyli: w roli szefa wyszkolenia – por. pil. Gabriel Legwant, oraz mechanik Czesław Gorczyca. W latach 1958–1959 funkcję prezesa pełnił Wł. Kółeczko, a w latach 1960-1961 – Włodzimierz Rogoyski. W 1962 prezesem został Michał Kic, w tym też roku kierownikiem został kpt. pil. Gabriel Legwant.
Rok 1987 obfituje w znaczące wydarzenia. Staraniem Witolda Walawskiego utworzona zostaje sekcja balonowa. HSW kupuje balon na ogrzane powietrze i przekazuje go w użytkowanie do Aeroklubu. W maju zorganizowany został pierwszy zlot balonowy, także w maju Aeroklub był organizatorem XII Szybowcowych Mistrzostw Polski w klasie otwartej.
Od 1993 roku Aeroklub prowadzony przez pracowników Komórki Lotniczej HSW bez udziału pracowników etatowych. Do 1995 roku kieruje ASW Emil Kukuła, później Piotr Moch. Przez dwie kadencje Aeroklubowi przewodził prezes Edward Paterek. Jego też zasługą jest utworzenie w ostatnich latach sekcji motolotniowej, która z roku na rok rozrasta się. Następnym dyrektorem Aeroklubu zostaje Waldemar Lekan. W 2011 r. jego obowiązki przejmuje dotychczasowy Szef Wyszkolenia Dariusz Łukawski. Prezesem Aeroklubu do końca roku 2012 był Krzysztof Wasąg. Jego następcą jest Jarosław Urban. Przez te ponad 55 lat Aeroklub wyszkolił setki pilotów, skoczków, modelarzy.
11 kwietnia 2012 r. został podpisany przez Włodzimierza Skalika – Prezesa Zarządu Aeroklubu Polskiego oraz Bohdana Włostowskiego – Sekretarza Generalnego Aeroklubu Polskiego, a także Krzysztofa Wasąga – Prezesa Aeroklubu Stalowowolskiego i Dariusza Łukawskiego – Dyrektora Aeroklubu Stalowowolskiego akt notarialny, dzięki któremu Aeroklub Stalowowolski zyskał prawa wieczystego użytkowania terenu lotniska oraz własności budynków lotniskowych. W dniach 15-26 sierpnia 2012 r. na lotnisku w Turbi organizowane były Szybowcowe Mistrzostwa Polski w klasie 15 oraz Krajowe Zawody Szybowcowe w klasie Klub B. W dniach 11-19 maja 2013 r. ASW był organizatorem Szybowcowych Mistrzostw Polski w klasie Klub A oraz Krajowych Zawodów Szybowcowych w klasach Klub B i 18m. W dniach 02-04 października 2014 r. Aeroklub Stalowowolski był gospodarzem kolejnej edycji cyklicznie goszczącej imprezy „Balonowe Babie Lato o Puchar Prezydenta Miasta Stalowa Wola”. Szybowcowe Mistrzostwa Polski w klasie Otwartej oraz na Krajowe Zawody Szybowcowe w klasie Klub A zawody odbywały się w dniach 15-24.05.2015 r. W dniach 29 kwietnia-8 maja 2016 roku odbyły się Szybowcowe Mistrzostwa Polski w klasie Otwartej, Krajowych Zawodach Szybowcowych w klasie Standard oraz Regionalnych Zawodach Szybowcowych w klasie Klub B. W dniach 15-24 maja 2016 roku odbyły się Ogólnopolskie Zawody Modeli Swobodnie Latających "Norbi Cup", zaliczane do Pucharu Polski impreza ta odbyła się w dniach 14-15 października 2016 roku. W dniach 13-15 października 2016 r. Aeroklub Stalowowolski był gospodarzem kolejnej edycji cyklicznie goszczącej w Stalowej Woli imprezy „Balonowe Babie Lato o Puchar Prezydenta Miasta Stalowa Wola”. W dniach 4-9 lipca 2017 r. w  Aeroklubie Stalowowolskim na terenie lotniska w Turbia  k/Stalowej Woli (EPST) zostały przeprowadzone: 60. Samolotowe Nawigacyjne Mistrzostwa Polski Seniorów oraz 46. Samolotowe  Nawigacyjne  Mistrzostwa  Polski Juniorów. W maju 2018 r. odbyły się Szybowcowe Mistrzostwa Polski w klasie Otwartej, Krajowe Zawody Szybowcowe w klasie Standard oraz Regionalne Zawody Szybowcowe w klasie 15/18m. We wrześniu 2018 roku samolot AN-2 SP-ANX "Feniks" używany przez sekcję spadochronową opuścił teren lotniska. W 2019 roku w dniach 11-25 maja odbyły się 20. Szybowcowe Mistrzostwa Europy. 2 czerwca 2019 roku odbyły się V Podkarpackie Pokazy Lotnicze na lotnisku w Turbi. W dniach od 26 czerwca do 4 lipca 2020 roku Aeroklub Stalowowolski zorganizowały Ogólnopolskie Zawody Szybowcowe w połączonych klasach 15/18m. Sekcja Szybowcowa Aeroklubu Stalowowolskiego organizowała trzecią edycję Szybowcowych Zawodach na Celność Lądowania im. Henryka Magonia. Zawody były rozegrane w sobotę 3.10.2020 r. Aeroklub Stalowowolski był organizatorem Szybowcowych Mistrzostwach Polski w klasie Klub A oraz Ogólnopolskich Zawodach Szybowcowych w klasie Klub B, które odbędą się w dniach 9 – 18 lipca 2021 r. Jesienią 2021 zorganizowano czwartą edycji Szybowcowych Zawodów na Celność Lądowania im. Henryka Magonia, zawody rozegrane zostały w sobotę 2 października 2021 r. W dniu 1 maja 2023 odbył się na terenie lotniska "Majowy Piknik Szybowcowy".